# Kolesové rypadlo

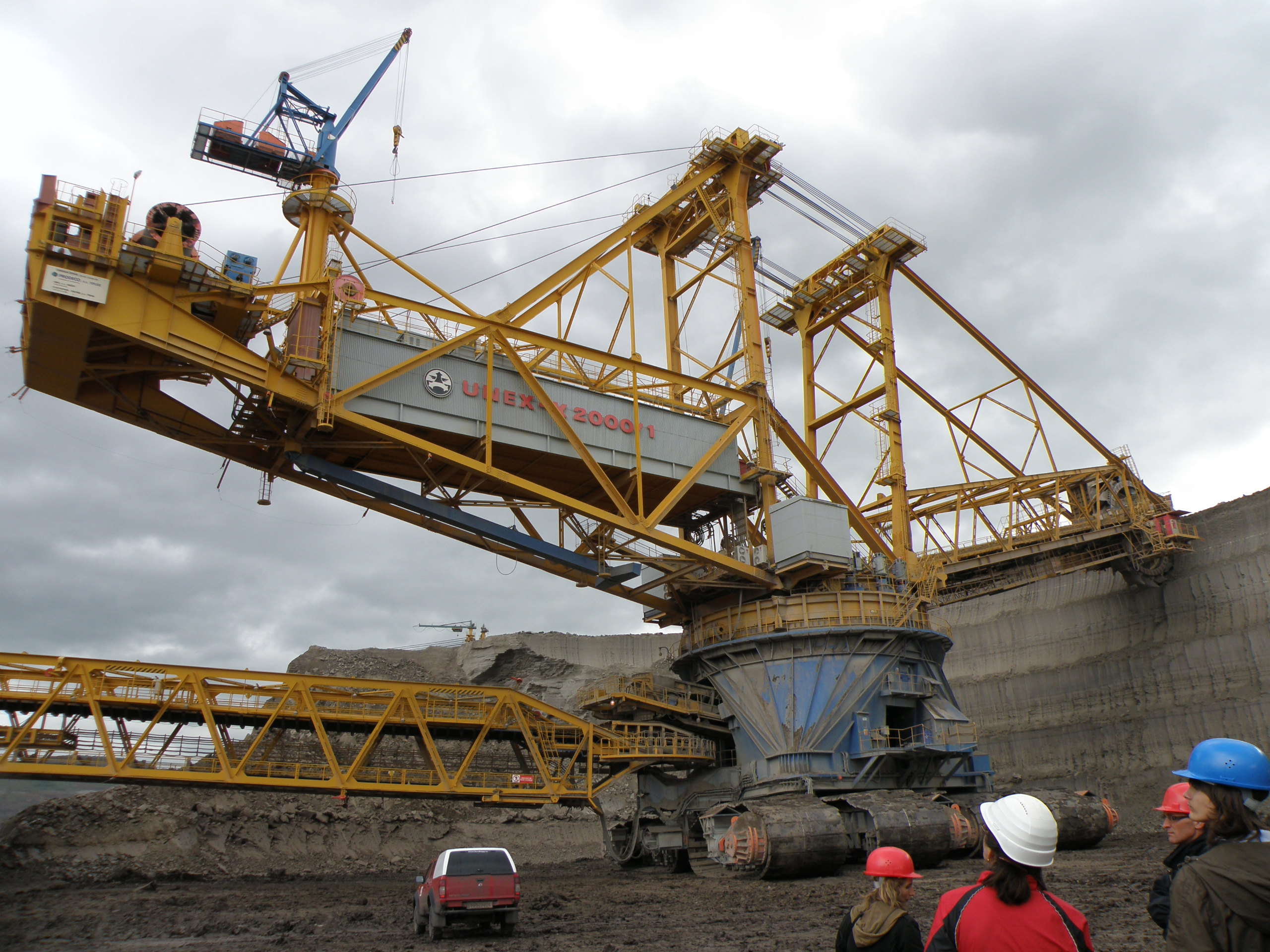
Kolesové rypadlo na skrývku typu K 2000 v Lomu Bílina

Kolesové rypadlo je stroj určený k povrchové těžbě velkých objemů zeminy a nerostných surovin (především skrývky a hnědého uhlí).

## Druhy strojů
Jde o stroje s nepřetržitým pracovním cyklem. Kolesová rypadla se dělí na velkostroje a kolesové nakladače, které mají o dost menší objem vytěženého materiálu za danou časovou jednotku. Své uplatnění nachází na skládkách a překladištích sypkých hmot, zatímco kolesové rypadlo – velkostroj se používá k těžbě skrývky a uhlí v povrchových dolech (lomech).
Stroje se dále dělí podle:
- uložení kolesového výložníku (otočné rameno kolesa) – rypadla s výsuvným a nevýsuvným výložníkem
- pojezdu – kráčivý nebo housenicový podvozek
- druhu kolesa – komorová a bezkomorová
- typu korečků – plné a řetězové
- způsobu přepravy materiálu na pásový dopravník

Vzhledem k tíze kolesových rypadel ve formě velkostrojů je nutná jejich montáž přímo na místě nebo v těsné blízkosti místa určení, kam se poté přesunou. Celá montáž a výroba velkostroje může zabrat až několik let. Vyráběna jsou na zakázku přesně podle jejich specifického využití - zohledňují se všechny podmínky, ve kterých bude rypadlo pracovat. Životnost takového stroje se odhaduje až na 40 let.
Do roku 1989 se v ČR vyráběly základní typy kolesových rypadel pod označeními K 300, KU 300, KU 300B, K 800, K 800 B a KU 800.

## Způsob těžby

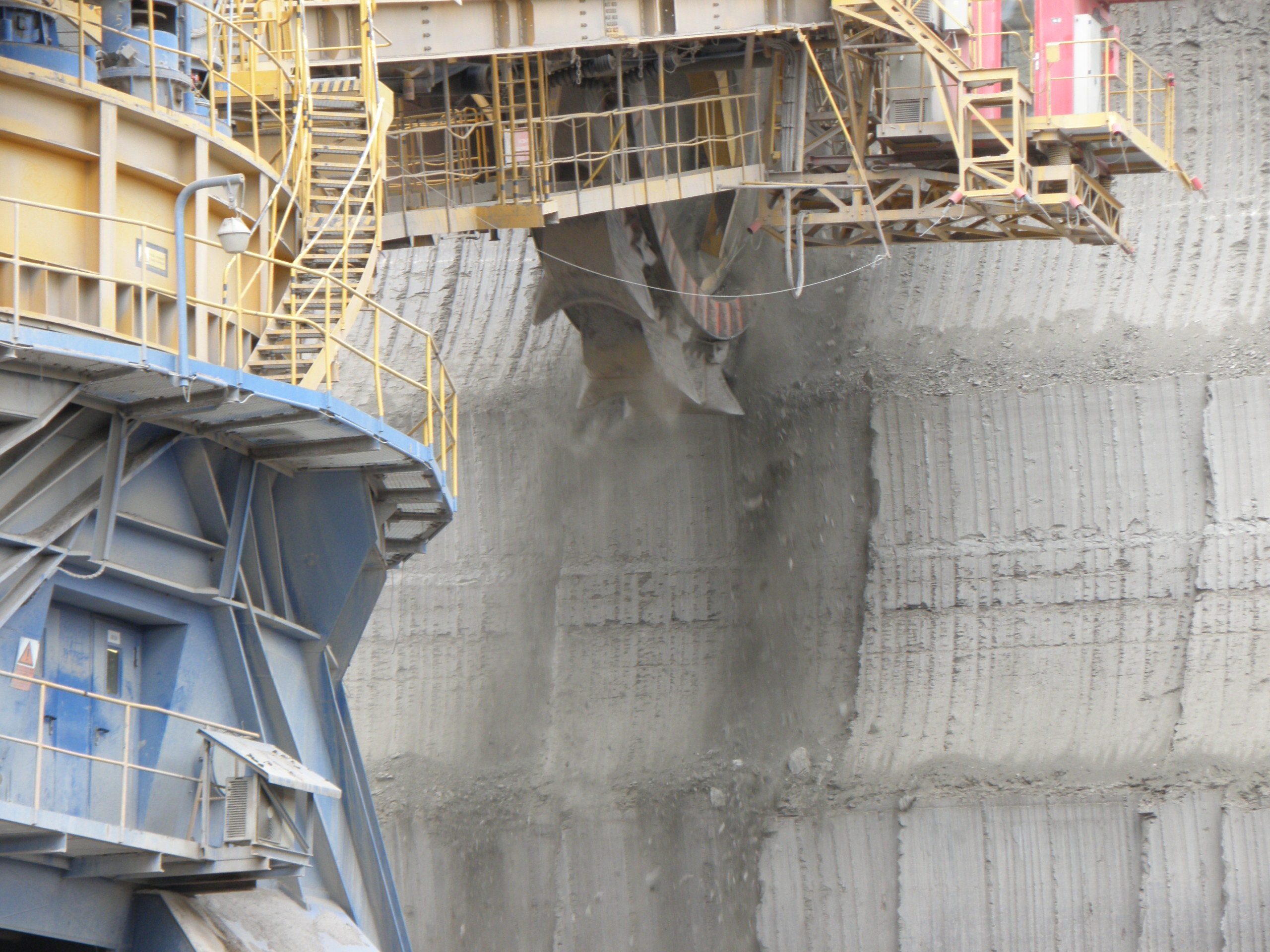
Koleso při těžbě skrývky v Lomu Bílina

Ohromné koleso stroje je osazeno korečky, nádobami připomínajícími lžíci bagru, které po roztočení kolesa, začnou odebírat horninu ve svahu před sebou. Vytěžený materiál se převádí na pásový dopravník a odvádí do střední části stroje. Větší kusy materiálu jsou drceny v drtiči a poté je materiál předáván zpět na dopravník a vysypáván výsypkou umístěnou v zadním podpěrném vozu opět na pásový dopravník, který už ale není součástí stroje a odváží materiál z lomu na skládku.
Koleso je usazené na tzv. kolesovém výložníku, což je otočné rameno, které se může pohybovat jak horizontálně tak vertikálně podél sloje nebo stěny skrývky. Rypadlo se tak postupně otáčí a odtěžuje blok horniny před sebou. Pohyb celého stroje zajišťuje jeho podvozek - pohyb takového kolosu však vyžaduje značnou dávku času. Ve střední části stroje se nachází tzv. kulová dráha, která umožňuje otáčení stroje do stran.

## Obsluha stroje
Celý stroj pohání elektromotory, přívod energie zajišťují kabely, které musí stroj táhnout za sebou. Rypadlo obsluhuje navzdory jeho velikosti obvykle zhruba pouze pět lidí. Kromě řidiče také elektrikáři a mechanici, kteří zajišťují chod stroje. Rypadlo je vybaveno vlastním WC, jídelnou, dílnou a dnes už také klimatizací kabiny. Koleso i pohyb celého stroje je ovládáno řidičem přes joysticky v řídící kabině. Práci řidiče předchází povinné zacvičování nejméně 100 hodin.
Přes svůj nepřetržitý provoz 24 hodin denně se kolesová rypadla podrobují pravidelným odstávkám, při kterých se provádí jejich údržba a modernizace.

## Galerie

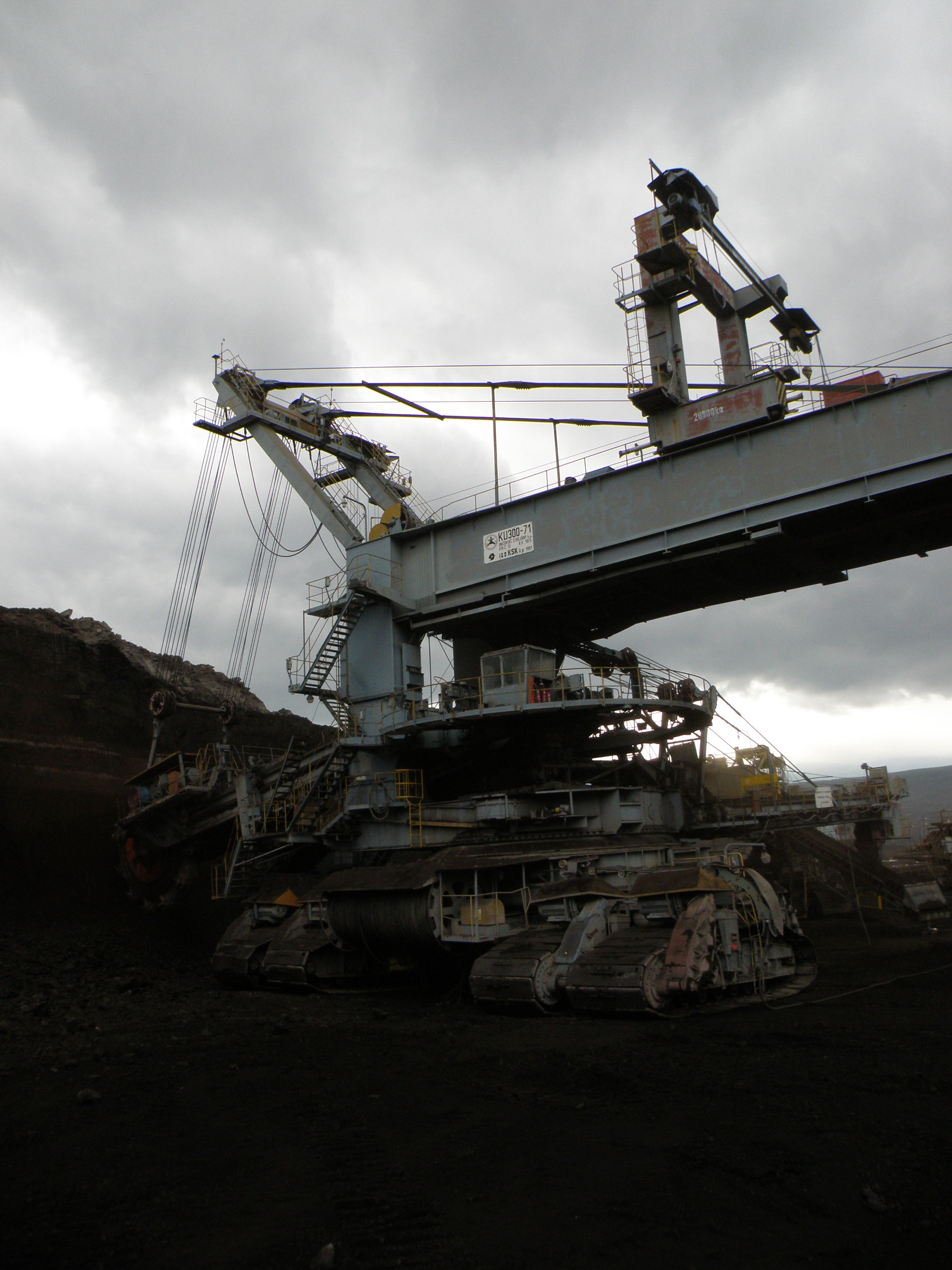
KU 300/71, Lom Bílina
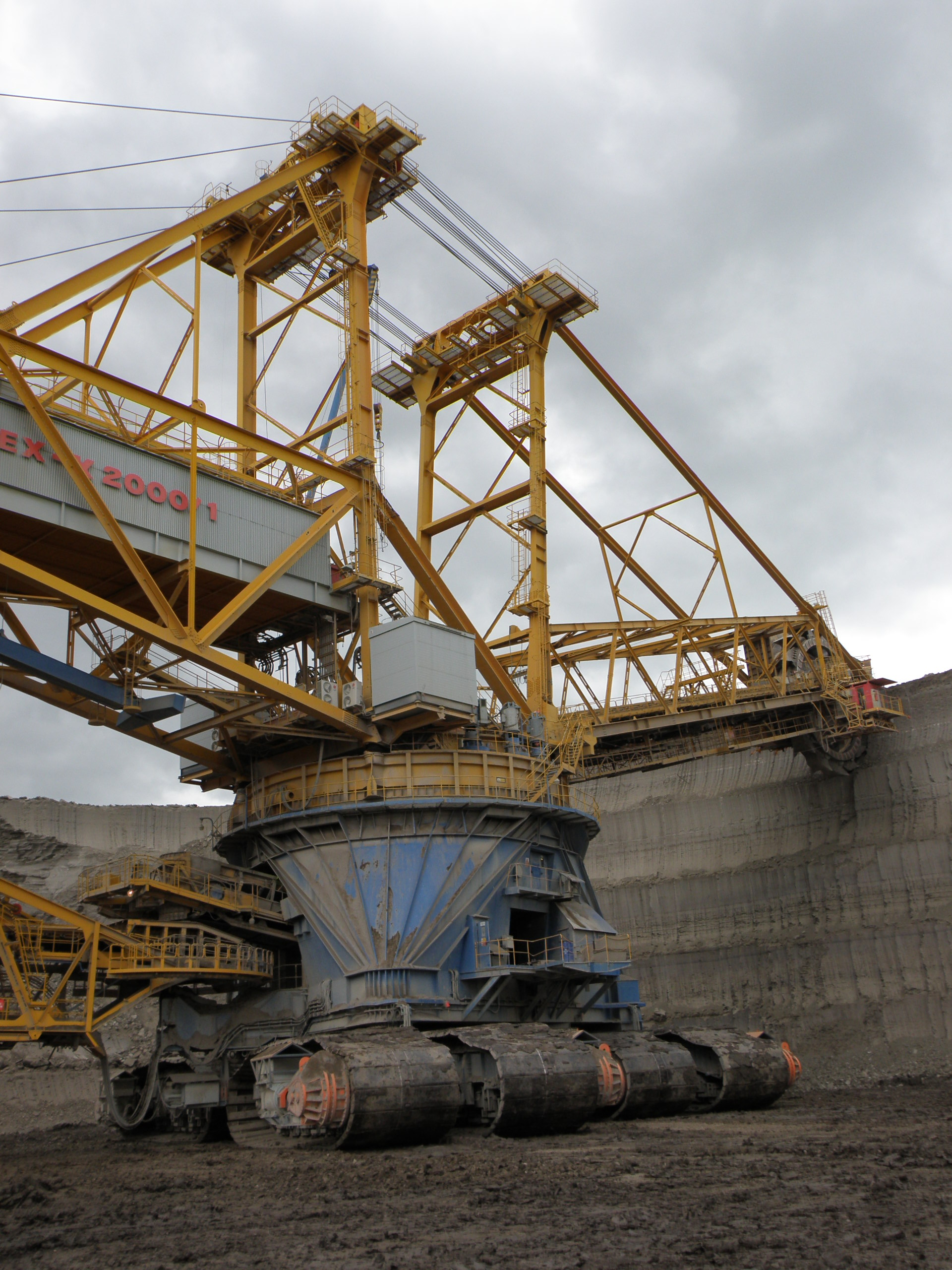
K 2000, Lom Bílina
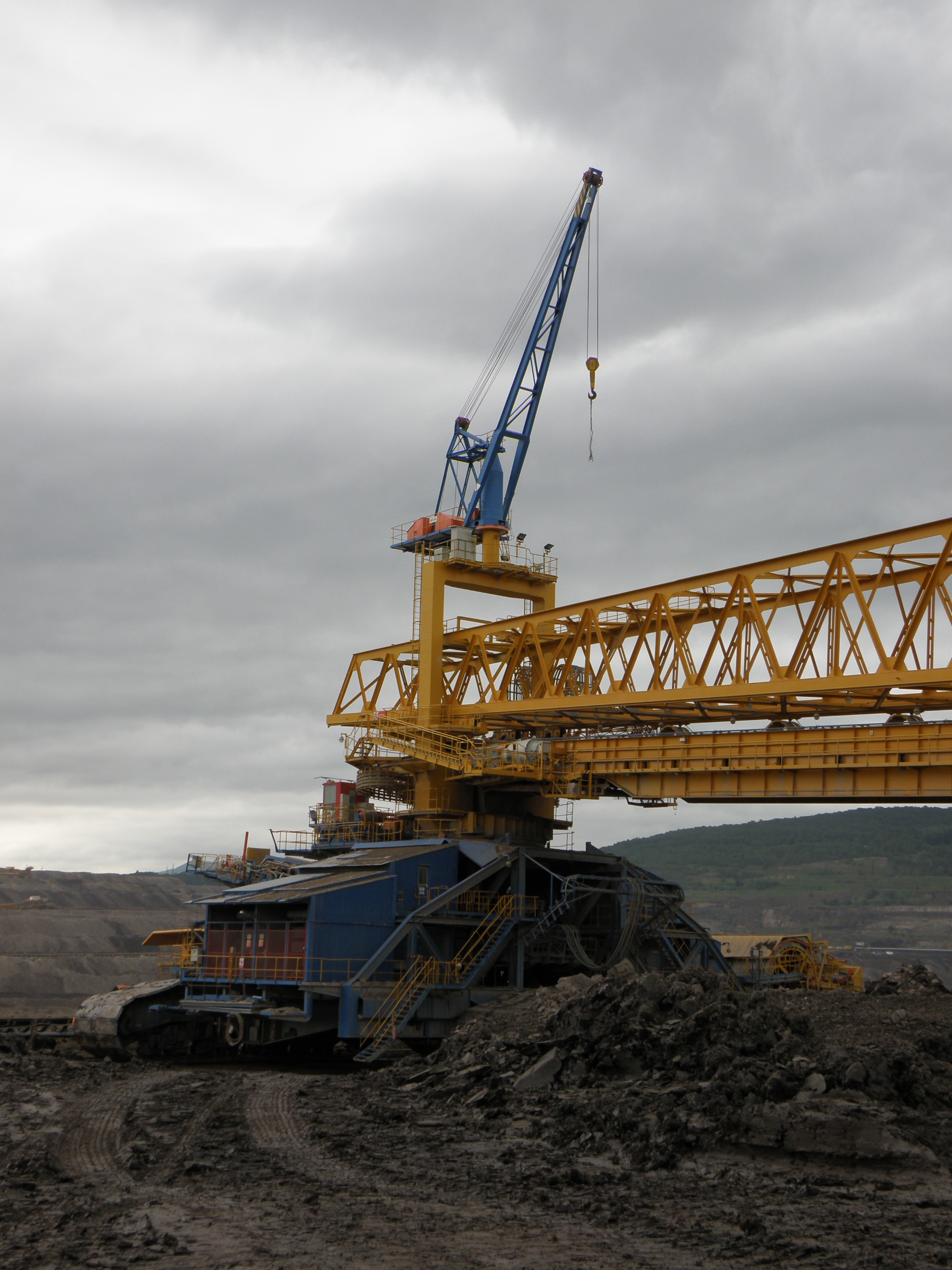
K 2000 – zadní podpěrná část
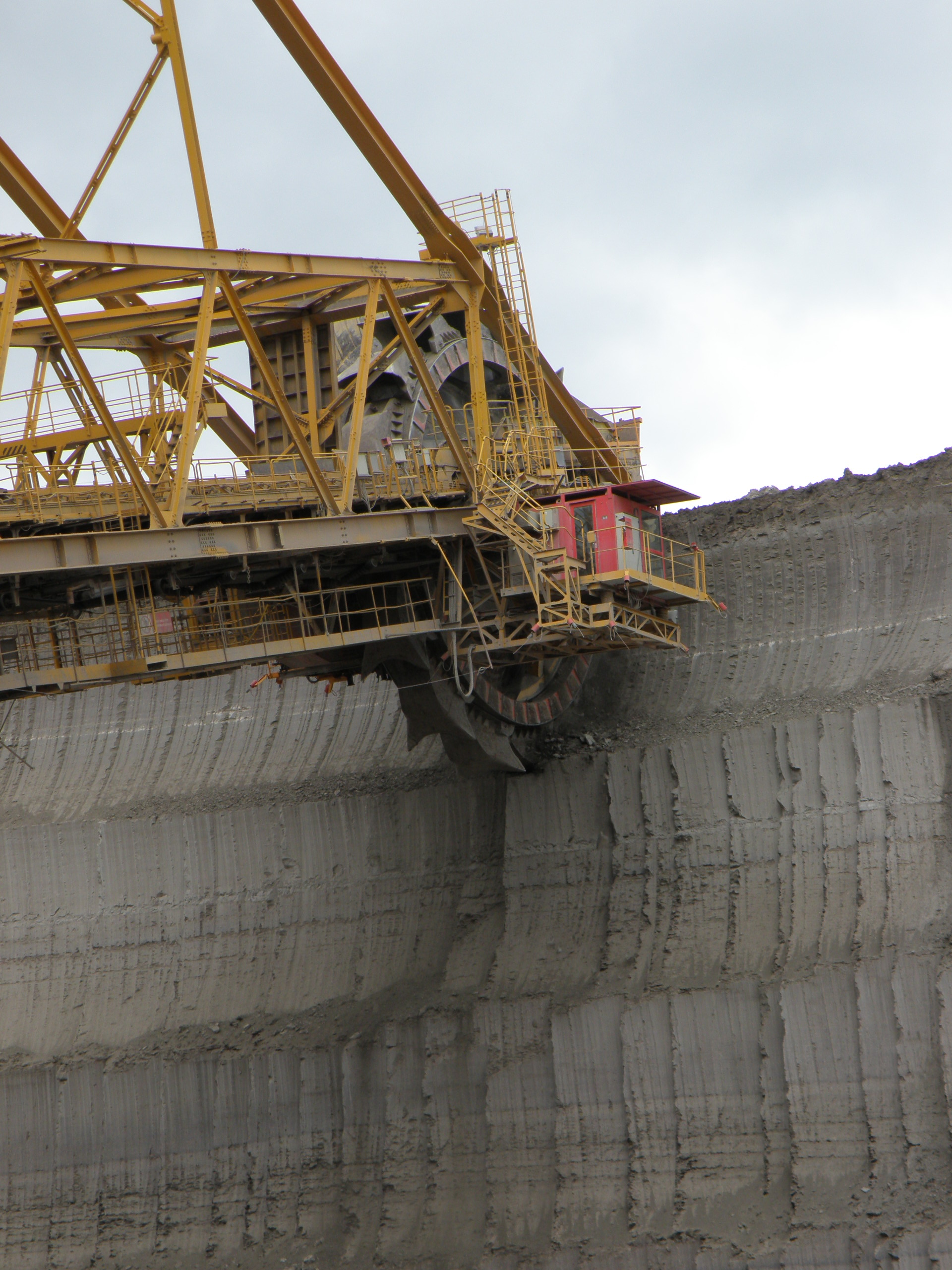
K 2000 – těžící koleso
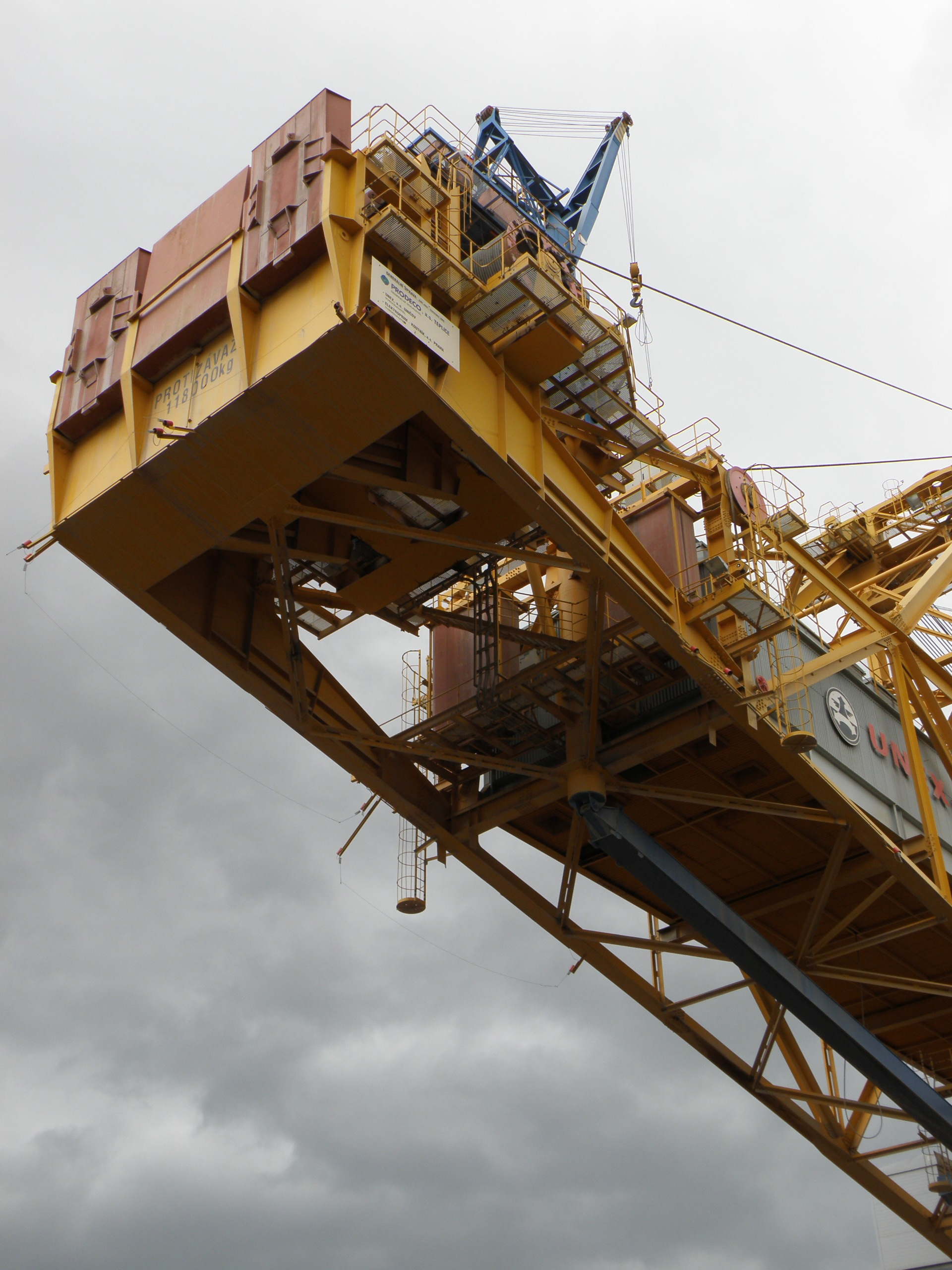
K 2000 – horní část
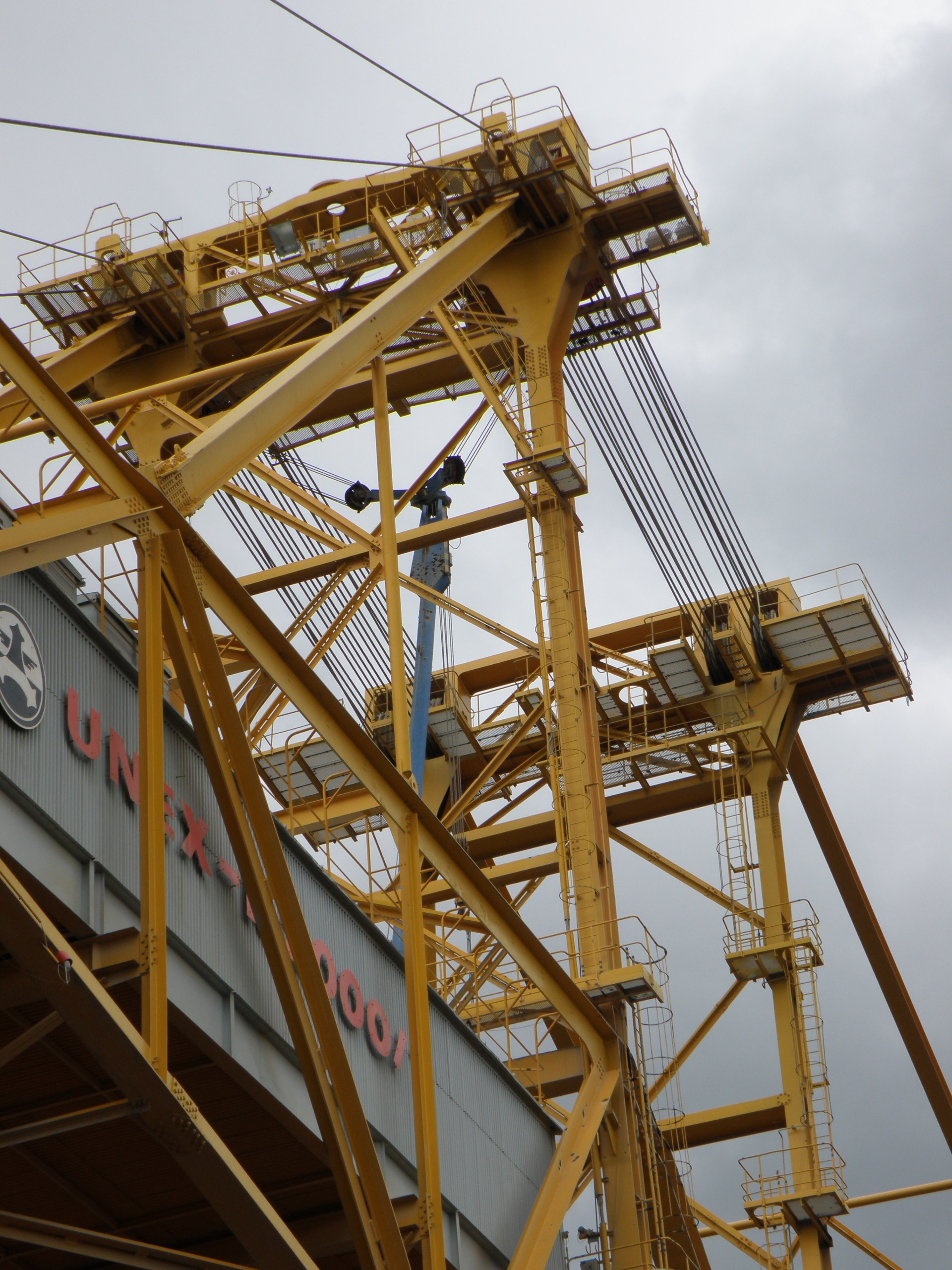
K 2000 – horní část
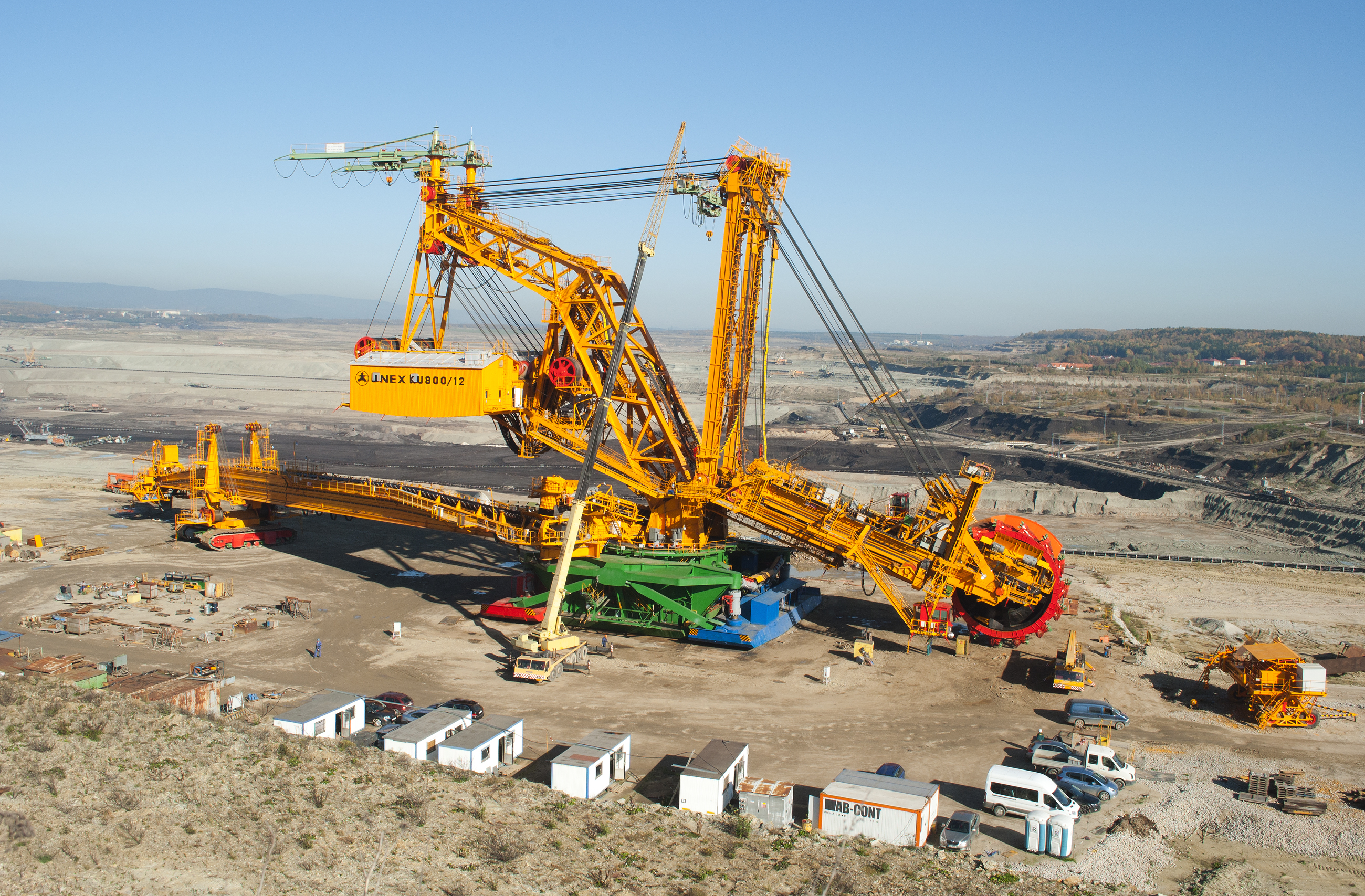
KU800/12 v Sokolovském revíru na lomu Jiří.

## Kolesová rypadla v Česku
V České republice je v provozu několik kolesových rypadel v hnědouhelných povrchových dolech v severních Čechách.
- K 800B/12 – společnost Vršanská uhelná, a. s.; výsypka Slatinice
- K 2000 – společnost Severočeské doly, a.s.; Lom Bílina
- KK 1300 (KK 1 300/K 111) – společnost Severočeské doly, a.s.; Lom Bílina
- UNEX KU 800/20 – společnost Severočeské doly, a. s.; Důl Nástup Tušimice[6], v červnu 2025 bylo zlikvidováno odstřelem[7]
- KU 300.15 (KU 300S.13/K70) – společnost Severočeské doly, a. s.; Lom Bílina[8]